# Torsten Sjögren
Karl Gustaf Torsten Sjögren ([ˈɧœˈɡrɪən]; * 30. Januar 1896 in Södertälje; † 27. Juli 1974 in Göteborg) war ein schwedischer Psychiater und Genetiker. Er gilt als ein Pionier der schwedischen Psychiatrie. Nach ihm wurde (zusammen mit Tage Larsson) das Sjögren-Larsson-Syndrom benannt, das eine Form der mentalen Retardierung in Kombination mit einer fortschreitenden spastischen Paraplegie und Ichthyose darstellt, die endemisch fast ausschließlich in Schweden auftritt. Kritisiert wird vor allem seine Rolle bei der Verbreitung nationalsozialistischen Gedankenguts in Form der Rassenlehre und Eugenik.

## Biographie
Sjögren wurde 1896 als Sohn des Vilhelm Sjögren und dessen Frau Ingeborg, geb. Gustafsson, in Södertälje geboren. Er legte 1914 in Stockholm das Abitur ab und nahm im gleichen Jahr an der Universität Stockholm ein Medizinstudium auf. Er schloss 1918 das Studium ab und wurde 1925 mit dem Erwerb des Lizenziats approbiert. Ebenfalls 1925 heiratete er Yvonne Petre (* 1892), Tochter des Torsten Petre und seiner Frau Jeanne, geb. Fonzes Lafoux. 1925 bis 1926 war er als Assistenzarzt an der Neurologischen Klinik in Stockholm beschäftigt. 1926 arbeitete er als Assistenzarzt am Staatlichen Institut für Rassenbiologie in Uppsala. 1927 erhielt er eine Anstellung als Krankenhausarzt an der Universitätsklinik in Lund. 1931 wurde er dort Chefarzt. An der Universität Lund promovierte er 1931 sowohl im Fach Medizin als auch im Fach Psychiatrie. Von 1932 bis 1935 war er Chefarzt und ärztlicher Direktor der Psychiatrischen Anstalt in Lillhagen nördlich von Göteborg und von 1935 bis 1945 Chefarzt der psychiatrischen Abteilung des Hospitals „Sahlgrenska Sjukhuset“ in Göteborg, an deren Aufbau er entscheidenden Anteil hatte. 1945 wurde er schließlich auf den Lehrstuhl für Psychiatrie am Karolinska-Institut berufen, den er bis zu seiner Pensionierung im Jahr 1961 innehatte. Gleichzeitig war er Chefarzt am dortigen Karolinska-Universitätskrankenhaus. Sjögren war bis zu seinem Tode in zweiter Ehe mit Göta Petersson (* 1919), Tochter des Birger Petersson und dessen Frau Nelly, geb. Johansson, verheiratete.

## Mitgliedschaften
Sjögren stand der nationalsozialistischen Rassentheorie nahe und repräsentierte Schweden in der International Federation of Eugenic Organizations (IFEO), deren Mitglied er seit 1933 war. In den Jahren 1936 bis 1948 stand er der Organisation als Präsident vor. 1935 trat er dem International Human Heredity Committee bei und blieb bis 1949 Mitglied. 1946 wurde er Mitglied des wissenschaftlichen Rates der schwedischen Ärztekammer (Medicinalstyrelsen) und 1951 zum Mitglied der Königlich-Schwedischen Akademie der Wissenschaften gewählt.

## Hinweis
Der Psychiater Torsten Sjögren ist nicht mit dem Augenarzt Henrik Sjögren zu verwechselt, nach dem das ähnlich klingende Sjögren-Syndrom benannt ist.